# Liste der denkmalgeschützten Objekte in Hostinné
Grundlage dieser Liste der denkmalgeschützten Objekte in Hostinné ist die ÚSKP-Liste (Ústřední seznam kulturních památek České republiky, deutsch Zentrale Liste der Kulturdenkmäler der Tschechischen Republik), die von der tschechischen Denkmalschutzbehörde NPÚ (Národní památkový ústav, deutsch Nationale Denkmalbehörde) seit 1987 geführt wird und an die seit dem Jahr 1850 geschaffenen Listen anschließt.
Die Liste umfasst die Kulturdenkmale der Stadt Hostinné im Okres Trutnov. 

## Hostinné (Arnau)
| Lage                                                                                     | Objekt                              | Beschreibung | ÚSKP-Nr.                  | Bild                                |
| ---------------------------------------------------------------------------------------- | ----------------------------------- | --- | ------------------------- | ----------------------------------- |
| Hostinné, Náměstí (Standort)                                                             | Mariensäule                         | Säule mit Skulptur – Mariensäule | 37597/6-3544 Info Katalog | weitere Bilder                      |
| Hostinné, Náměstí 22 (Standort)                                                          | Haus Náměstí Nr. 22                 | Bürgerhaus | 12307/6-5603 Info Katalog | Haus Náměstí Nr. 22                 |
| Hostinné, Náměstí 23, Sejfská fortna (Standort)                                          | Haus Náměstí Nr. 23                 | Bürgerhaus, Durchgangshaus. | 41970/6-3549 Info Katalog | Haus Náměstí Nr. 23                 |
| Hostinné, Náměstí 38 (Standort)                                                          | Haus Náměstí Nr. 38                 | Bürgerhaus mit Hofflügeln | 34943/6-3547 Info Katalog | Haus Náměstí Nr. 38                 |
| Hostinné, Náměstí 39 (Standort)                                                          | Haus Náměstí Nr. 39                 | Bürgerhaus | 12308/6-5614 Info Katalog | Haus Náměstí Nr. 39                 |
| Hostinné, Náměstí 40 (Standort)                                                          | Haus Náměstí Nr. 40                 | Bürgerhaus | 12309/6-5610 Info Katalog | Haus Náměstí Nr. 40                 |
| Hostinné, Náměstí 41, Dolní Brána (Standort)                                             | Haus Náměstí Nr. 41                 | Bürgerhaus | 12310/6-5601 Info Katalog | Haus Náměstí Nr. 41                 |
| Hostinné, Náměstí 58, Labská fortna (Standort)                                           | Haus Náměstí Nr. 58                 | Bürgerhaus, ohne Hoferweiterungsbau | 10169/6-5845 Info Katalog | Haus Náměstí Nr. 58                 |
| Hostinné, Náměstí 59, Labská fortna (Standort)                                           | Haus Náměstí Nr. 59                 | Bürgerhaus | 26071/6-4404 Info Katalog | Haus Náměstí Nr. 59                 |
| Hostinné, Náměstí 60 (Standort)                                                          | Haus Náměstí Nr. 60                 | Bürgerhaus | 31054/6-4405 Info Katalog | Haus Náměstí Nr. 60                 |
| Hostinné, Náměstí 61 (Standort)                                                          | Haus Náměstí Nr. 61                 | Bürgerhaus mit Hofflügel, ohne Anbau | 27209/6-4406 Info Katalog | Haus Náměstí Nr. 61                 |
| Hostinné, Náměstí 62 (Standort)                                                          | Haus Náměstí Nr. 62                 | Bürgerhaus | 47208/6-4407 Info Katalog | Haus Náměstí Nr. 62                 |
| Hostinné, Náměstí 63 (Standort)                                                          | Haus Náměstí Nr. 63                 | Bürgerhaus | 20071/6-4408 Info Katalog | Haus Náměstí Nr. 63                 |
| Hostinné, Náměstí 64 (Standort)                                                          | Haus Náměstí Nr. 64                 | Bürgerhaus | 12317/6-5597 Info Katalog | Haus Náměstí Nr. 64                 |
| Hostinné, Horní Brána 66 (Standort)                                                      | Horní Brána čp. 66                  | Bürgerhaus | 12318/6-5602 Info Katalog | Horní Brána čp. 66                  |
| Hostinné, Náměstí 69 (Standort)                                                          | Rathaus                             | Rathaus | 26301/6-3546 Info Katalog | weitere Bilder                      |
| Hostinné, Náměstí 71 (Standort)                                                          | Haus Náměstí Nr. 71                 | Bürgerhaus | 25668/6-3548 Info Katalog | Haus Náměstí Nr. 71                 |
| Hostinné, Náměstí 72 (Standort)                                                          | Haus Náměstí Nr. 72                 | Bürgerhaus | 36707/6-4409 Info Katalog | Haus Náměstí Nr. 72                 |
| Hostinné, E. Votočka 73, Náměstí (Standort)                                              | Haus E. Votočka Nr. 73              | Bürgerhaus | 37423/6-4410 Info Katalog | Haus E. Votočka Nr. 73              |
| Hostinné, Dolní Brána 43 (Standort)                                                      | Haus Dolní Brána Nr. 43             | Bürgerhaus | 12311/6-5609 Info Katalog | Haus Dolní Brána Nr. 43             |
| Hostinné, Dolní Brána 46 (Standort)                                                      | Haus Dolní Brána Nr. 46             | Bauernhaus | 12319/6-5600 Info Katalog | Haus Dolní Brána Nr. 46             |
| Hostinné, Dolní Brána 49, Hradební (Standort)                                            | Haus Dolní Brána Nr. 49             | Bürgerhaus | 12312/6-5615 Info Katalog | Haus Dolní Brána Nr. 49             |
| Hostinné, Dolní Brána 50 (Standort)                                                      | Haus Dolní Brána Nr. 50             | Bürgerhaus | 12313/6-5612 Info Katalog | Haus Dolní Brána Nr. 50             |
| Hostinné, Dolní Brána 53 (Standort)                                                      | Haus Dolní Brána Nr. 53             | Bürgerhaus | 12314/6-5611 Info Katalog | Haus Dolní Brána Nr. 53             |
| Hostinné, Dolní Brána 54 (Standort)                                                      | Haus Dolní Brána Nr. 54             | Bürgerhaus | 12315/6-5599 Info Katalog | Haus Dolní Brána Nr. 54             |
| Hostinné, Dolní Brána 55 (Standort)                                                      | Haus Dolní Brána Nr. 55             | Bürgerhaus | 12316/6-5598 Info Katalog | Haus Dolní Brána Nr. 55             |
| Hostinné, Horská, Hradební, Poštovní, im Park neben Nr. 133 vor dem Gymnasium (Standort) | Denkmal des Kaisers Joseph II.      | Denkmal des Kaisers Joseph II. | 50366/6-6141 Info Katalog | weitere Bilder                      |
| Hostinné, Horská 133 (Standort)                                                          | Villa Horská Nr. 133                | Villa | 12524/6-5634 Info Katalog | weitere Bilder                      |
| Hostinné, zwischen ul. Nádražní und Dolní Brána (Standort)                               | Bogenbrücke über den Fluss Čista    | Straßenbrücke – Bogenbrücke über den Fluss Čista. Die Stahlbetonbrücke wurde um 1910 von der Niederlassung der Wiener Baufirma N. Rella & Neffe in Aussig erbaut. Der Entwurf stammt vom Bauingenieur Friedrich Ignaz von Emperger (1862–1942).                               | 105731 Info Katalog       | weitere Bilder                      |
| Hostinné, Nádražní, am linken Ufer des Flusses Čistá bei Nr. 463 (Standort)              | Statue des hl. Johannes von Nepomuk | Säule mit der Statue des hl. Johannes von Nepomuk mit einem Baldachin | 50358/6-6138 Info Katalog | Statue des hl. Johannes von Nepomuk |
| Hostinné, Nádražní 119 (Standort)                                                        | Franziskanerkloster                 | Franziskanerkloster: - Franziskanerkirche - Klostergebäude Nr. 119 - Wirtschaftsgebäude und Umfassungsmauer | 32830/6-3540 Info Katalog | weitere Bilder                      |
| Hostinné, am östlichen Rand des ehemaligen Friedhof am Franziskanerkloster (Standort)    | Massengrab sowjetischer Gefangener  | Massengrab sowjetischer Gefangener, die während des Zweiten Weltkriegs in der örtlichen Papierfabrik arbeiteten. Ein Denkmal aus einem Marmorsockel und einer etwa 1 m hohen Säule, die im vorderen Teil mit einem fünfzackigen roten Stern und einer Inschrift versehen ist. | 15484/6-5126 Info Katalog | Massengrab sowjetischer Gefangener  |
| Hostinné, Karla Klíče (Standort)                                                         | Wasserkraftwerk Labský mlýn         | Wasserkraftwerk Labský mlýn (Elbmühle) | 12320/6-5627 Info Katalog | weitere Bilder                      |
| Hostinné, Horní Brána, Karla Klíče, Horská (Standort)                                    | Dreifaltigkeitskirche               | Kirche, Umfassungsmauer mit Tor und Statuen, Grabsteine I-VIII, 14 Kreuzwegkapellen | 25281/6-3542 Info Katalog | weitere Bilder                      |
| Hostinné, Horní Brána 3 (Standort)                                                       | Dekanat                             | Dekanat, Umfassungsmauer mit Tor | 32319/6-3545 Info Katalog | weitere Bilder                      |
| Hostinné, Horní Brána 7, E. Votočka (Standort)                                           | Horní Brána čp. 7                   | Bürgerhaus | 12395/6-5674 Info Katalog | Horní Brána čp. 7                   |
| Hostinné, E. Votočka 9 (Standort)                                                        | Haus E. Votočka Nr. 9               | Bürgerhaus | 12301/6-5607 Info Katalog | Haus E. Votočka Nr. 9               |
| Hostinné, E. Votočka 10 (Standort)                                                       | Haus E. Votočka Nr. 10              | Bürgerhaus | 12305/6-5613 Info Katalog | Haus E. Votočka Nr. 10              |
| Hostinné, E. Votočka 13 (Standort)                                                       | Haus E. Votočka Nr. 13              | Bürgerhaus | 12302/6-5608 Info Katalog | Haus E. Votočka Nr. 13              |
| Hostinné, E. Votočka 14 (Standort)                                                       | Haus E. Votočka Nr. 14              | Bürgerhaus | 12303/6-5606 Info Katalog | Haus E. Votočka Nr. 14              |
| Hostinné, E. Votočka 15 (Standort)                                                       | Haus E. Votočka Nr. 15              | Bürgerhaus | 12304/6-5604 Info Katalog | Haus E. Votočka Nr. 15              |
| Hostinné, E. Votočka 16 (Standort)                                                       | Haus E. Votočka Nr. 16              | Bürgerhaus | 45792/6-3550 Info Katalog | Haus E. Votočka Nr. 16              |
| Hostinné, E. Votočka 17 (Standort)                                                       | Haus E. Votočka Nr. 17              | Bürgerhaus | 18054/6-3551 Info Katalog | Haus E. Votočka Nr. 17              |
| Hostinné, E. Votočka 18 (Standort)                                                       | Haus E. Votočka Nr. 18              | Bürgerhaus | 12306/6-5605 Info Katalog | Haus E. Votočka Nr. 18              |
| Hostinné, Hostivínská 366 (Standort)                                                     | Villa Pfefferkorn                   | Ein einstöckiges Haus traditioneller Masse, das isoliert in einem großen Garten steht. | 106944 Info Katalog       | BW                                  |
| Hostinné, Husitská, bei Nr. 420 und 425 (Standort)                                       | Ölbergkapelle                       | Ölbergkapelle, Balustrade und zwei Engelsstatuen. | 36582/6-3543 Info Katalog | weitere Bilder                      |
| Hostinné, im Wald an der Straße von Hostinné nach Čermná (Standort)                      | Kapelle                             | Kapelle | 51941/6-6246 Info Katalog | Kapelle                             |

## Ausführliche Denkmaltexte
1. ↑  
Straßenbrücke – Bogenbrücke über den Fluss Čista. Die Stahlbetonbrücke wurde um 1910 von der Niederlassung der Wiener Baufirma N. Rella & Neffe in Aussig erbaut. Das Bauwerk wurde von einem gebürtigen Berauner Friedrich Ignaz von Emperger (1862–1942) entworfen, einem bedeutenden Betontheoretiker, Professor für Technik in Wien. Die Brücke wird von vier Laternenpfählen im kubistischen Stil flankiert. Die Länge der Brücke beträgt 16,5 m, die vertikale Breite 14,07 m. Die Bogenträger erreichen eine Höhe von 3,95 m. Die lichte Weite der Brücke beträgt 7,38 m mit Gehwegen von 1,5 m bzw. 1,95 m. Die Höhe der Brücke über dem Boden beträgt 3,60 m. Die normale Wassertiefe im Fluss beträgt 30 cm. Da die Tragfähigkeit nach einer statischen Bewertung mit 14 t ermittelt wurde, wurde im August 2013 eine temporäre Stahlbrücke mit einer erhöhten Tragfähigkeit von 35 t eingebaut.
2. ↑  
Massengrab sowjetischer Gefangener, die während des Zweiten Weltkriegs in der örtlichen Papierfabrik arbeiteten. Ein Denkmal aus einem Marmorsockel und einer etwa 1 m hohen Säule, die im vorderen Teil mit einem fünfzackigen roten Stern und einer Inschrift versehen ist. Nach 2015 wurde die Andachtsstätte neu gestaltet, indem ein Stein mit einer Gedenktafel mit den Namen der Opfer und einer kleinen Gedenktafel im Feld vor dem Stein aufgestellt wurde. 
Nicht zu verwechseln mit dem Denkmal für die Gewaltopfer, das im südwestlichen Teil des Friedhofs errichtet wurde. Nach der Auflösung des Friedhofs in den 1980er Jahren wurde 2002 ein Denkmal für die Opfer der Gewalt von Vladimír Preclík errichtet. Die endgültige Umgestaltung und Umwandlung des ehemaligen Friedhofs in einen Stadtpark namens "Park der Versöhnung" fand in den Jahren 2013/14 statt.